# Super-bantamvægt
Super-bantamvægt er en vægtklasse i professionel boksning, der er placeret over bantamvægt og under fjervægt, dvs. mere end 118 amerikanske pund (53.524 kg) og mindre end 122 amerikanske pund (55,338 kg).
Super-bantamvægt er en forholdsvis ny vægtklasse indenfor boksningen. Første officielle VM-kamp i klassen var sanktioneret af World Boxing Council og blev bokset den 3. april 1976, da Rigoberto Riasco besejrede Waruinge Nakayama om den nye titel. Året efter anerkendte også World Boxing Association klassen. Forinden den officielle anerkendelse af de daværende to verdensforbund, havde en række lokale forbund i Asien anerkendt klassen. Det koreanske bokseforbund anerkendte klassen allerede i 1971.
Super-bantamvægt anvendes ikke i officiel amatørboksning som defineret af AIBA.